# Tankard
Tankard je thrash metal sastav iz Frankfurta na Majni, Njemačka, osnovan 1982. godine. Iako ih je gitarist napustio zbog toga što ih je pratio glas "hrpe pijanaca", ipak su 1986. godine izdali svoj prvi album - Zombie Attack. Isti se temeljio na brzom metalu s pjesmama u čast alkohola, poglavito piva. U istom smjeru su nastavili i na ostalim albumima te su se stoga proglasili izumiteljima novog žanra - "alkoholnog metala". 

## Povijest
Tankard su 1982. godine osnovala tri školska prijatelja, Andreas Geremia, Axel Katzmann i Frank Thorwarth. U to vrijeme, sastav je bio poznat pod imenima Vortex i Avenger, dok u riječniku nisu otkrili riječ Tankard, koja je označavala vrč za pivo. Njihova prva pjesma zvala se "Ray Death" i govorila je o nuklearnom ratu i njihov prvi koncert je bio u lokalnoj učionici, 1983. godine. Kako im nije bilo dozvoljeno da piju alkohol u školi, oni su pivo krijumčarili upakirano kao mlijeko, što je rezultiralo time da ih je napustio gitarist Bernhard Rapprich jer njegov konzervativni otac nije želio mu se sin "druži s gomilom pijanaca" te ga je zamijenio Andy Bulgaropoulos. 
Godine 1984. Tankard potpisuju ugovor s Noise Records, nakon što su propustili potpisati isti s poznatijom izdavačkom kućom Steamhammer, jer je tijekom jednog koncerta gitarist Andy Bulgaropulous nosio plavu majicu sa slikom jelena na prednjoj strani, što je stvorilo pogrešnu sliku kod ljudi iz Steamhammera. 
Tijekom godina Tankard je izgradio stabilnu bazu obožavatelja i izdao niz albuma. Unatoč tomu što članovi Tankarda još uvijek imaju svoje redovne poslove, oni ipak redovno odlaze na turneje te se u pravilu pojavljuju na najpopularnijim ljetnim festivalima.
Članovi Tankarda su veliki navijači nogometnog kluba Eintracht Frankfurt, te su autori klupske himne "Schwarz-weiß wie Schnee".

## Članovi sastava

### Sadašnji članovi
- Andreas Geremia - vokali (1982.-danas)
- Andreas Gutjahr - gitara (1999.-danas)
- Frank Thorwarth - bas-gitara (1982.-danas)
- Olaf Zissel - bubnjevi (1994.-danas)

### Bivši članovi
- Axel Katzmann - gitara (1982. – 1993.)
- Bernhard Rapprich - gitara (1982. – 1983.)
- Andy Bulgaropoulos - gitara (1983. – 1999.)
- Oliver Werner - bubnjevi (1982. – 1989.)
- Arnulf Tunn - bubnjevi (1989. – 1994.)

## Diskografija
Studijski albumi
- Zombie Attack (1986.)
- Chemical Invasion (1987.)
- The Morning After (1988.)
- The Meaning of Life (1990.)
- Stone Cold Sober (1992.)
- Two-Faced (1994.)
- The Tankard (1995.)
- Disco Destroyer (1998.)
- Kings of Beer (2000.)
- B-Day (2002.)
- Beast of Bourbon (2004.)
- The Beauty and the Beer (2006.)
- Thirst (2008.)
- Vol(l)ume 14 (2010.)
- A Girl Called Cerveza (2012.)
- R.I.B. (2014.)
- One Foot in the Grave (2017.)

Kompilacije
- Hair of the Dog (1989.)
- Fat, Ugly And Still (A) Live (2005.)
- Best Case Scenario: 25 Years in Beers (2007.)
- Hymns for the Drunk (2018.)

EP-ovi
- Alien (1989.)

Albumi uživo
- Fat, Ugly and Live (1991.)

Demo uradci
- Heavy Metal Vanguard (1984.)
- Alcoholic Metal (1985.)

## Vanjski izvori
- Službena stranica  Arhivirana inačica izvorne stranice od 17. svibnja 2008. (Wayback Machine)
- Diskografija na BNR Metal  Arhivirana inačica izvorne stranice od 9. veljače 2010. (Wayback Machine)